# Petalocephala porrigens
Petalocephala porrigens är en insektsart som beskrevs av Walker 1870. Petalocephala porrigens ingår i släktet Petalocephala och familjen dvärgstritar. Inga underarter finns listade i Catalogue of Life.